# موسیقی لورل و هاردی

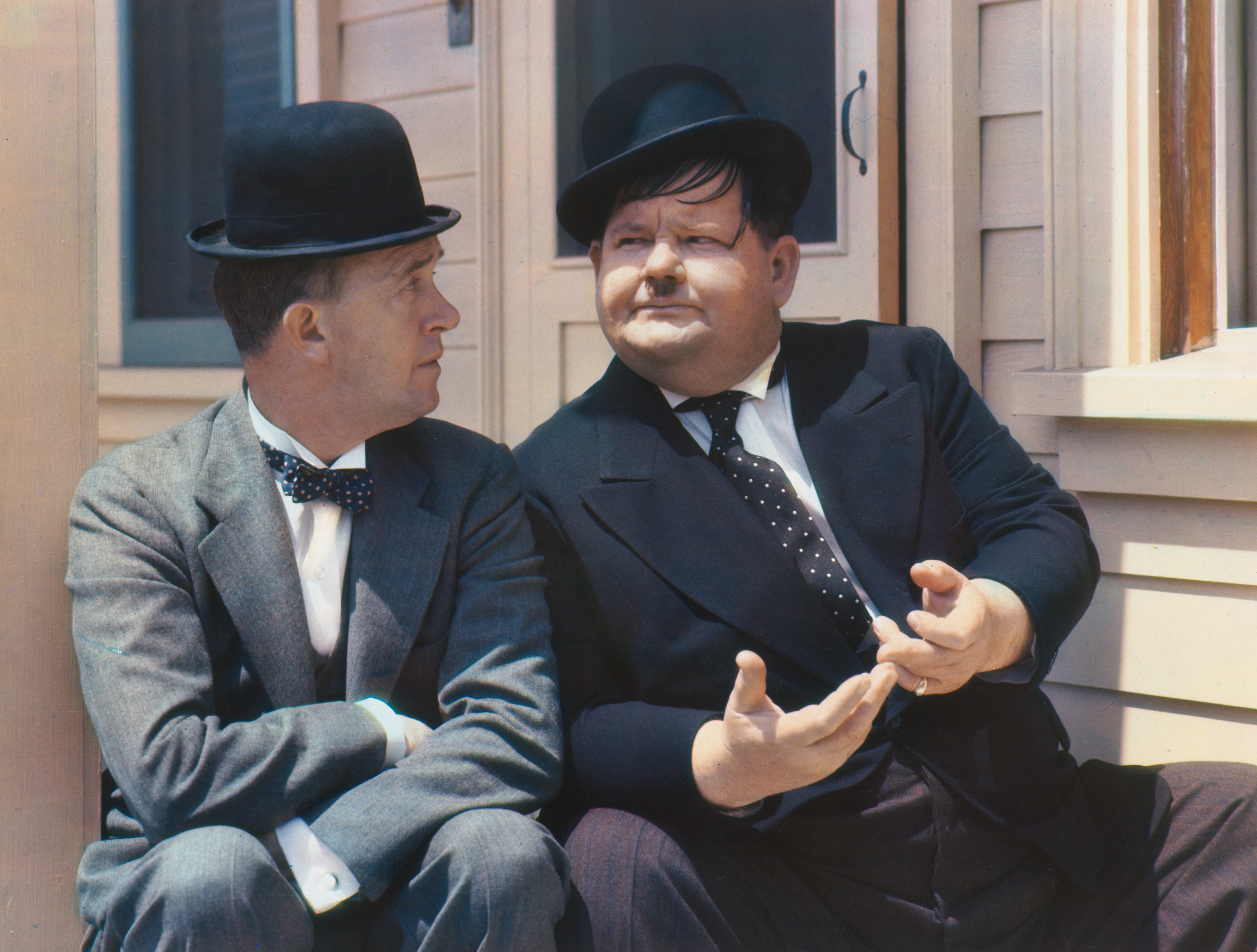
Stan_Laurel_and_Oliver_Hardy_-_1938

لورل و هاردی در اصل بازیگران کمدی سینما بودند. با این حال، در بسیاری از فیلم‌های آنها، آهنگ‌ها و ترانه‌هایی به‌کار رفته بود و برخی هم اصلاً موزیکال محسوب می‌شوند. آهنگساز آمریکایی لیروی شیلد آهنگ‌های بسیاری از فیلم‌های کوتاه آنان را ساخت که امروزه اغلب، این آهنگ‌ها را به اشتباه به ماروین هتلی نسبت می‌دهند.

## تم کوکو (فاخته)
آهنگ «کوکو»ی این دو، با عنوان اصلی «رقص فاخته‌ها» توسط کارگردان موسیقی استودیوی روچ، ماروین هتلی، به عنوان صدای زنگ ساعت برای ایستگاه رادیویی استودیو روچ ساخته شده بود. لورل آهنگ را در این شبکه رادیویی شنید و از ماروین هتلی خواست که از آن، به عنوان آهنگ تیتراژ فیلم‌های لورل و هاردی استفاده کند. این آهنگ عموماً به عنوان «رقص فاخته‌ها» شناخته می‌شد و با نام «کو! کو! علامت وقت رادیو» حق نشر داشت و نخستین بار در تیتراژ آغازین کله‌پا (۱۹۳۰) و نسخه اسپانیایی شب‌زنده‌داران (۱۹۳۰) به‌کار رفت. از نظر لورل، ملودی آهنگ نمایانگر شخصیت هاردی (پرطمطراق و چشمگیر) بود، در حالی که هارمونی نشان‌دهنده شخصیت لورل بود (تا حدودی خارج از نت، و فقط می‌توانست دو نت را اجرا کند: "کو-کو"). تم اصلی، که توسط دو کلارینت در سال ۱۹۳۰ ضبط شد، با یک ارکستر کامل در سال ۱۹۳۵ دوباره اجرا و ضبط شد. بن‌مایهٔ کو-کو بر پایهٔ صدای فاخته است.

## صحنه‌های رقص
برخی از آهنگ‌ها و ترانه‌های فیلم‌های لورل و هاردی با رقص همراه بود که مشهورترین آنها، رقص‌شان در فیلم به‌سوی غرب با ترانهٔ «در مجلس رقص، همش همین» با اجرای گروه اَوِلان بویز بود.

## مسیر کاج تنها

جلد اصلیِ مسیر کاج تنها (۱۹۷۵)

مجموعه‌ای از آهنگ‌های فیلم‌های لورل و هاردی، به نام مسیر کاج تنها در سال ۱۹۷۵ منتشر شد. اولیور هاردی یک خوانندهٔ آموزش‌دیده بود و بسیاری از آهنگ‌ها را به صورت انفرادی اجرا کرد و استن لورل نیز گهگاهی به صورت دوخوانی با او همراه می‌شد. برخی از این ترانه‌ها را هم هیچ‌یک اجرا نکرده‌اند.
| شماره | نام                                     | نویسنده(ها)                | Performer(s)               | مدت  |
| ----- | --------------------------------------- | -------------------------- | -------------------------- | ---- |
| ۱.    | «رقص فاخته‌ها»                           |                            |                            | ۰:۲۶ |
| ۲.    | «مقدمه»                                 |                            |                            | ۰:۱۶ |
| ۳.    | «مسیر کاج تنها»                         | بالارد مک‌دونالد            |                            | ۲:۰۱ |
| ۴.    | «در مجلس رقص، همش همین»                 |                            |                            | ۲:۰۱ |
| ۵.    | «می‌خواهم در دیکسی باشم»                 |                            |                            | ۲:۰۱ |
| ۶.    | «دلبر هونولولویی»                       | ماروین هتلی                | تای پارویس با لورل و هاردی | ۲:۰۷ |
| ۷.    | «صدای استن»                             |                            |                            | ۰:۳۷ |
| ۸.    | «ماه تنبل»                              | باب کُل و جی. رزامون جانسون |                            | ۳:۰۶ |
| ۹.    | «با من بجنبون، بچه جون»                 |                            |                            | ۱:۰۳ |
| ۱۰.   | «دلم می‌خواد برگردم میشیگان»             |                            |                            | ۱:۲۸ |
| ۱۱.   | «رقص فاخته‌ها»                           |                            |                            | ۰:۲۷ |
| ۱۲.   | «نمی‌تونم از کوه‌های آلپ عبور کنم»        |                            |                            | ۲:۲۹ |
| ۱۳.   | «ترانهٔ تله‌موش»                          |                            |                            | ۰:۳۸ |
| ۱۴.   | «ترانهٔ جیرجیرک»                         |                            |                            | ۱:۴۵ |
| ۱۵.   | «می‌تونی بگی نه؟»                        |                            |                            | ۱:۳۲ |
| ۱۶.   | «بذار بهت بگم جان جانان»                |                            |                            | ۰:۵۹ |
| ۱۷.   | «بی‌خیال، بو پیپ»                        |                            |                            | ۳:۵۲ |
| ۱۸.   | «نفرین قاب شکسته»                       |                            |                            | ۱:۴۳ |
| ۱۹.   | «آرمان رویاهای من»                      |                            |                            | ۱:۲۴ |
| ۲۰.   | «فِـرا دیاوُلو (برادر شیطان)»             |                            |                            | ۳:۲۰ |
| ۲۱.   | «قلب یک کولی»                           |                            |                            | ۱:۴۵ |
| ۲۲.   | «خواب دیدم در تالار مرمرین زندگی می‌کنم» |                            |                            | ۳:۲۴ |
| ۲۳.   | «بدرخش، ای ماه کامل»                    |                            |                            | ۱:۱۳ |
| ۲۴.   | «رقص فاخته‌ها»                           |                            |                            | ۵:۳۰ |

فیلم زندگی‌نامه‌ای استن و اُلی (۲۰۱۹) بازیگرانی را نشان می‌دهد که سعی دارند رقص و آواز لورل و هاردی را در ترانه و آهنگ «مسیر کاج تنها» بر روی صحنه تئاتر بازسازی کنند.